# 楚庄王
楚莊王（？—前591年），芈姓，熊氏，名旅（一作吕、侣），楚穆王之子。战国楚简文写作臧王，一作荆莊王，是東周春秋时期楚国最有成就的君主之一，名列春秋五霸。

## 生平

### 登基
楚莊王于前613年登基，尚年幼，正逢令尹成嘉（子孔）和太師潘崇攻打群舒。大臣鬬克就聯合求令尹而不得的公子燮作亂，他們先是加築郢都的城墻，派人暗殺子孔不果，就挟持莊王，准备前往商密。最終盧邑大夫盧戢梨和叔麋誘殺公子燮和鬬克。

### 一飛衝天

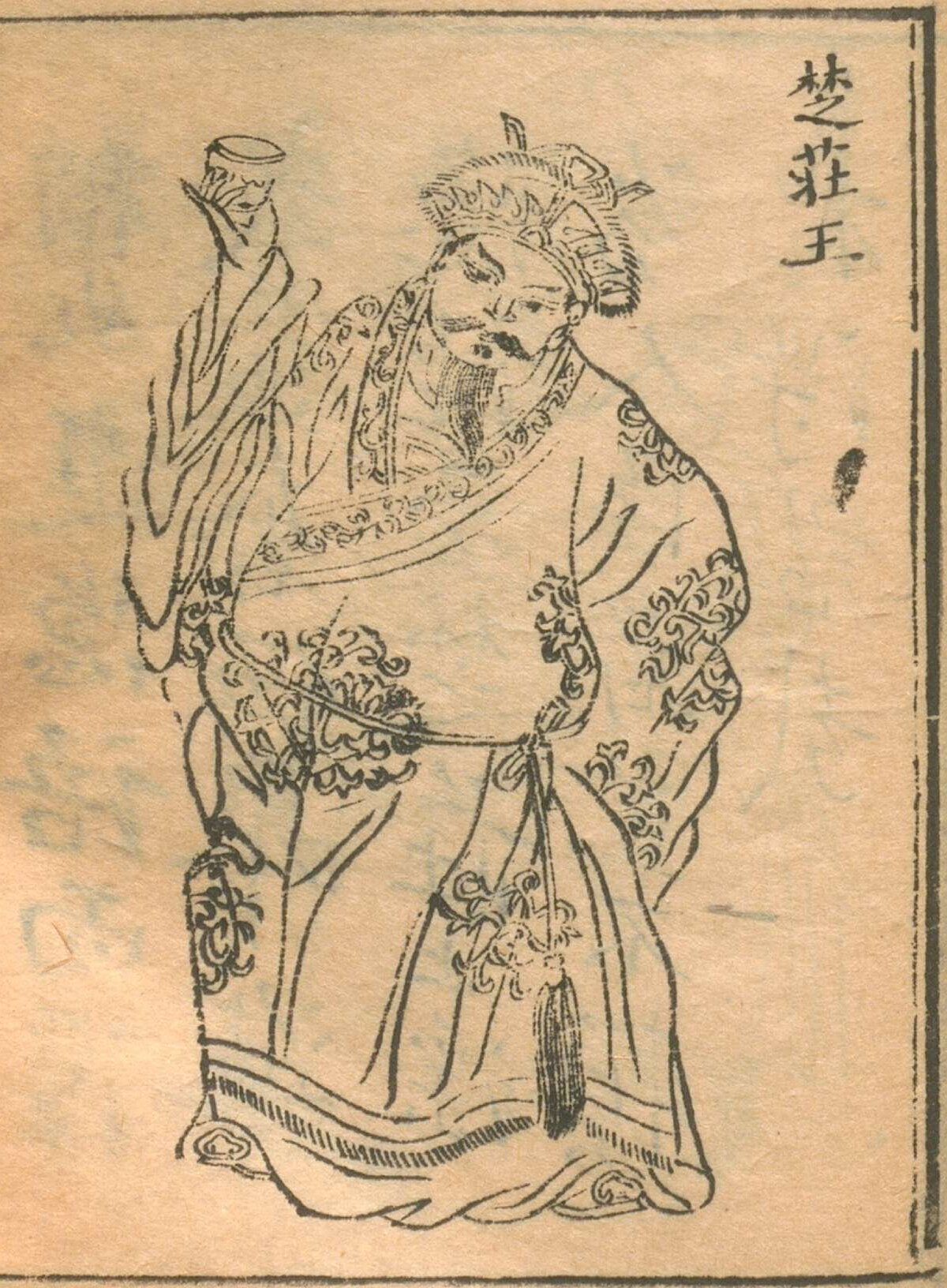
楚莊王

历史上关于楚莊王的出生以及莊王登基之前的记载十分有限，一般历史文献对其记载多从“一飛衝天”开始。
楚莊王即位的前三年，號令不出，日夜作樂，荒于政事，並下令「有敢谏者死无赦」。當時有大臣伍举冒以隐言进谏称：「楚国高地有一大鸟，栖息三年，不飞不鸣，不知是什么鸟?」。此時楚莊王左抱郑姬，右抱越女，坐於鐘鼓之间，楚莊王感受到伍举在以大鸟讽喻自己，于是回答说，大鸟三年不飞，飞则衝天；三年不鸣，鸣必惊人。然而此后数月，莊王依然如故，仍旧以淫乐为好，大夫苏从冒死再次进谏，莊王终于听从劝告，奋起图治，诛杀小人，先后任用伍参、苏从、孙叔敖、子重等卓有才能的文臣武将，整顿内政，厉行法制，派孙叔敖修建芍陂等水利设施，百姓安居乐业，兵力日益强盛，使楚国出现一派国富兵强的景象，为莊王取得霸业奠定了基础。由于莊王日後取得丰硕业绩，确应验其所言“三年不飛，飛則沖天”，后世称为“一飛沖天”。。（曾經有聲音認為「一鳴驚人」的主角是楚莊王，但現在大多肯定齊威王才是「一鳴驚人」的主角，出自《韓非子·喻老》:「不飛則已，一飛沖天」以及《史记·滑稽列传》的「不鳴則已，一鳴驚人」，兩者意思完全相同 ; 另外，也有說法認為亦非伍舉進諫楚莊王，而是賢士淳於髡進諫齊威王。）

### 问鼎中原

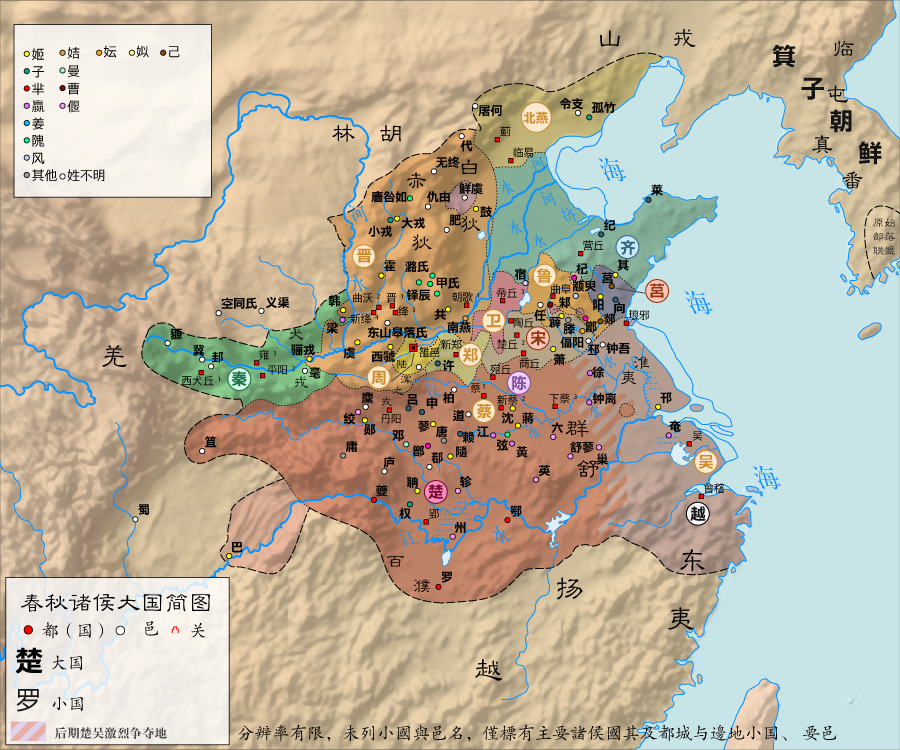
春秋时期楚国争霸中原形势图

自楚莊王三年（前611年），楚国先后伐庸、麇、宋、舒、陈、郑等国，均取得胜利。其中，前611年楚灭庸。国家得到治理后，楚庄王重新将兵锋指向北方。六年（前608年）秋，楚庄王兴兵，联合郑军，讨伐叛楚盟晋的陈国，进而侵袭宋国。晋军在赵盾的统帅下，前来救陈、宋，攻打郑国。楚军由贾统领，在北林（今河南郑州东南）与晋军交战，俘虏晋将解扬，晋军败退。
八年（前606年），楚莊王伐陸渾（今河南嵩縣北）之戎，接着率军北上，耀兵中原，一直打到洛水邊，直至成周郊外。「觀兵於周疆」，在周都雒邑陳兵示威。周定王馬上派王孫滿前去慰勞，楚莊王藉機向王孙满詢問周朝九鼎的大小輕重，意欲移鼎於楚。九鼎相传为夏禹所铸，象征九州，夏、商、周奉为传国之宝，是天子权力的标志。楚莊王對王孫滿說：「你不要阻止鑄鼎之事，我們楚國只要把折斷的鉤（一種銅兵器）尖收集起來，就足夠鑄造九鼎了。」王孫满回答說：「当天子在于德行，而不在于鼎。当年夏王正有德的时候，要求九州之牧进贡青铜，铸造了九鼎。到夏桀昏德，鼎就迁于商，在商朝六百年。商纣暴虐，鼎又迁于周。政德清明，鼎小也重，國君無道，奸邪昏乱，鼎大也輕。周王朝定鼎中原，權力天賜。周朝的德虽有衰败，天命并没有改变。鼎的輕重不當詢問。」楚庄王于是退兵。
十三年（前601年），楚莊王灭舒蓼國，十六年（前598年），楚莊王破陈国，俘杀夏徵舒。十六年（前598年），楚莊王击败郑国，晋国来救，引发邲之战。楚莊王击败晋国，称霸中原，陈国、郑国、鲁国乃至随后宋国和齐国都来归附楚国。

### 鬬椒作亂
前605年，楚国令尹（相当于相国）鬬椒，因为楚庄王分了他的权，便起兵谋反篡位。而此时，楚庄王正在外地率领大军攻打着陆浑戎。鬬椒的人一度占领了楚国的郢都，但终为所败。

### 止戈为武

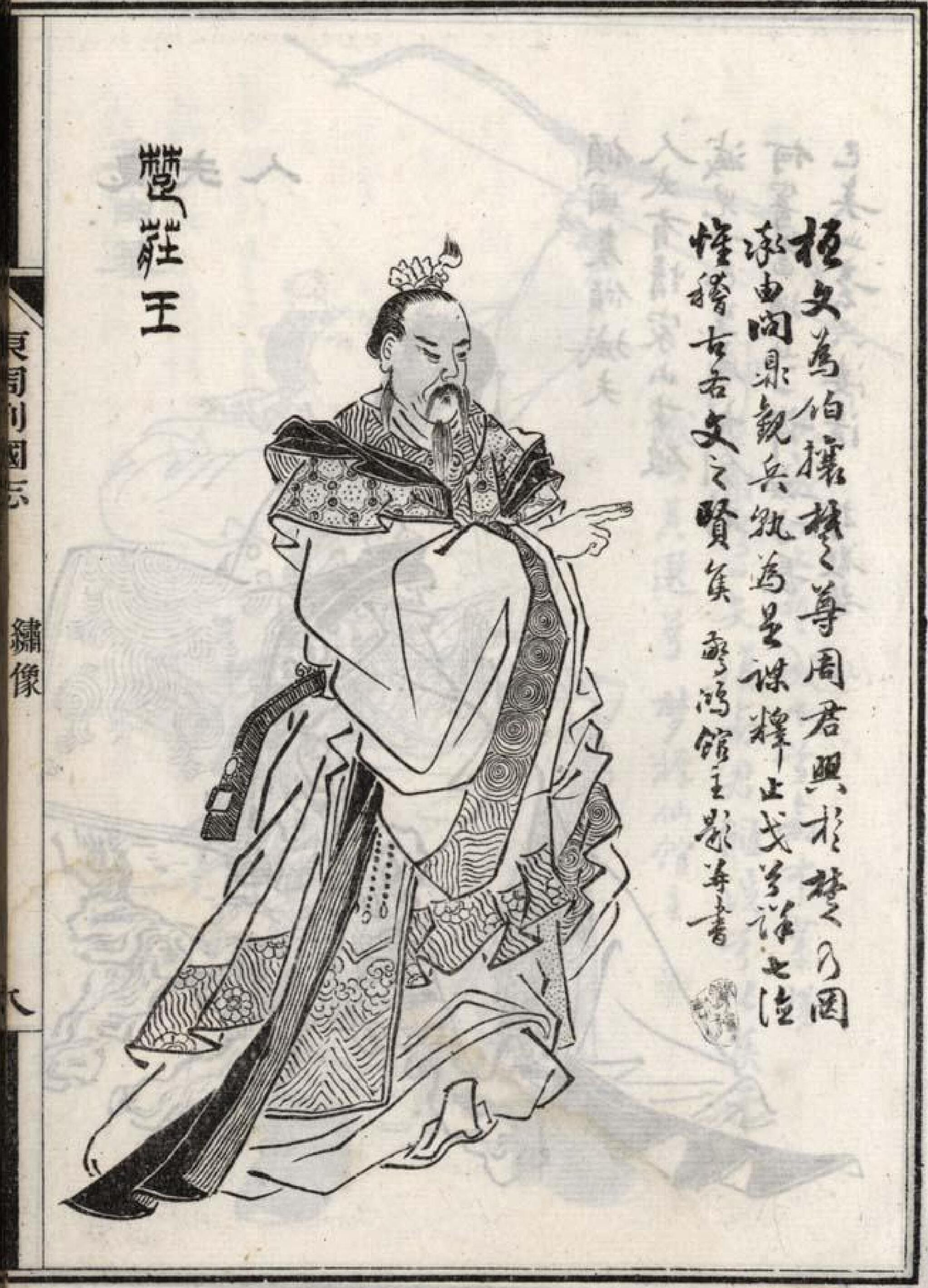
楚莊王

楚莊王十七年（前597年）夏，又在邲之战中一举击败当时楚国以外最强的诸侯晋国，自此楚国强盛一时，不再有敌手。邲之战结束后，潘党对楚庄王说：“君王何不建筑起军营显示武功，收集晋国士兵的首級建立一个京观？下臣听说战胜了敌人一定要有纪念物给子孙看，表示不忘记武功。”楚庄王说：「这不是你所能知道的。说到文字，止戈二字合起来是个武字。武王克殷，作《周颂》：『收拾干戈，包藏弓箭。我追求美德，成就王业而保有天下。』《周颂》的第三章说：『先王的美德而加以发扬，我前去征讨只是为了求得安定。』第六章说：『安定万邦，常有丰年。』武功，是用来禁止强暴、消灭战争、保持强大、巩固功业、安定百姓、调和大众、丰富财物的，现在我让晋楚两国士兵暴露尸骨，炫耀武力以使诸侯畏惧，不消灭战争，哪里能够保持强大？百姓如何能够安定？没有德行而勉强和诸侯相争，用什么调和大众？乘别人之危作为自己的利益，趁人之乱作为自己的安定，如何能丰富财物？武功具有七种美德，我对晋国用兵却没有一项美德，用什么来昭示子孙后代？还是为楚国的先君修建宗庙，把成功的事祭告先君罢了。用武不是我追求的功业。古代圣明的君王征伐对上不恭敬的国家，抓住它的罪魁祸首杀掉埋葬以惩戒罪恶。现在并不能明确指出晋国的罪恶在哪里，士卒都尽忠为执行国君的命令而死，又难道能建造京观来惩戒吗？」于是在黄河边上祭祀了河伯，修建了先君的宗庙，报告战争胜利，然后回国。
楚莊王二十三年（前591年），楚庄王去世，在位23年，其子熊审即位，是为楚共王。

## 家族系譜
- 父，楚穆王
- 妻，樊姬

- 弟，子重，即公子婴齐，東周春秋时期楚国的令尹。
- 弟，子反，東周春秋时期楚国的司马。

- 子，楚共王
- 子，公子穀臣
- 子，子囊，東周春秋时期楚国的令尹。
- 子，子庚，東周春秋时期楚国的令尹。
- 子，子南，東周春秋时期楚国的令尹。

## 評價
春秋时期，先后有五位君主称霸，其中以楚国的地域最大、人口最多，物产最丰，文化最盛。莊王之前，楚国一直被排除在中原文化之外，莊王称霸中原，使楚国强大，威名远扬。
楚莊王自前613年至前591年，共在位23年，后世对其多给予较高评价，有关他的一些典故，如“一飛沖天”等也成为固定的成语，对后世有深远的影响。

## 逸事

### 莊王葬马
《史记·滑稽列传》中说，楚莊王有一匹心爱之马，莊王给马的待遇不仅超过了对待百姓，甚至超过了给大夫的待遇。莊王给它穿刺绣的衣服，吃有钱人家才吃得起的枣脯，住富丽堂皇的房子。后来，这匹马因为恩宠过度，得肥胖症而死。楚莊王让群臣给马发丧，并要以大夫之礼为之安葬（内棺外椁）。大臣们认为莊王在侮辱大家，说大家和马一样。从而，众臣对莊王此举表示不满。莊王下令，说再有议论葬马者，将被处死。
優孟听说楚莊王要葬马的事，跑进大殿，仰天痛哭。莊王很吃惊，问其缘由。优孟说：「死掉的马是大王的心爱之物，堂堂楚国，地大物博，无所不有，而如今只以大夫之礼安葬，太吝啬了。大王应该以君王之礼为之安葬。」莊王听後，无言以对，只好取消以大夫之礼葬马的打算。
莊王葬馬这则寓言，从原先莊王执意以大夫规格葬马，到最后莊王答应放弃奢侈的葬马之举，映射了莊王从昏庸之君到圣明霸主的史实。“莊王葬马”以及“一飛沖天”是楚莊王人生的一个缩影。从最开始莊王昏庸无道，到最后大彻大悟做明君，都表现在这两则寓言裡。
后世也有类似莊王葬馬的事情。汉武帝时期，大宛向大汉进献了一匹汗血宝马。它死後，武帝执意要将汗血马厚葬，同样遭到了大臣们的反对。后来，武帝也同样取消葬马之念。可见这两次葬马的事情基本雷同。

### 绝缨之宴与唐狡
約西元前604年，楚庄王一次平定叛乱后大宴文武群臣，宠姬嫔妃也统统出席助兴。席间丝竹声响，轻歌曼舞，美酒佳肴，觥筹交错，直到黄昏仍未尽兴。楚王乃命点烛夜宴，还特别叫最宠爱的两位美人许姬和麦姬轮流向文臣武将们敬酒。
忽然一阵疾风吹过，筵席上的蜡烛都熄灭了。这时一位朝臣斗胆拉住了许姬的手，拉扯中，许姬撕断衣袖得以挣脱，并且扯下了那人帽子上的缨带。许姬回到楚庄王面前告状，並希望楚王点亮蜡烛后查看众人的帽缨，以便找出刚才无礼之人。
楚庄王听完，却传令不要点燃蜡烛，而是说：「寡人今日设宴，与诸位务要尽欢而散。现请诸位都去掉帽缨，以便更加尽兴饮酒。」
听楚庄王这样说，大家都把帽缨取下，这才点上蜡烛，君臣尽兴而散。席散回宫，许姬怪楚庄王不给她出气，楚庄王说：此次君臣宴饮，旨在狂欢尽兴，融洽君臣关系。酒后失态乃人之常情，若要究其责任，加以责罚，岂不大煞风景？ 
過了七年，楚莊王伐鄭，晉國和楚國交戰，有位武将總是在前面衝鋒陷陣，五度交鋒五度奮勇作戰，帶頭擊退了敵人，最後終於獲得勝利。楚莊王訝異地問他說：「我的德行淺薄，又不曾特別優待你，你為什麼毫不猶豫地為我出生入死到這樣的地步呢？」那位武将回答說：「我本就該死！從前喝醉而失去了禮節，君王您隱忍而不誅殺我。我始終不敢因為君王您蔽蔭的德行而不顯揚地加以報答，常常希望自己能夠肝腦塗地，用頸上的熱血濺到敵人身上很久了！我就是那天晚上帽帶斷了的人哪！」於是打敗了晉軍，楚國因此而得以強盛。
《东周列国志》五十三回称唐狡在楚庄王宴会上趁风吹灭蜡烛之机，牵许姬的衣袂，被许姬摘下帽缨。

## 影視作品
- 《东周列国春秋篇》由張光北飾演。